# Cryptonomicon
Cryptonomicon è un romanzo del 1999 di Neal Stephenson. Racconta le vicende dei crittografi della seconda guerra mondiale affiliati con Bletchley Park nei loro tentativi di tradurre i messaggi in codice dei nazisti e combatterne i veloci U-Boot, in parallelo con la storia dei loro discendenti, che con la moderna crittografia tentano di costruire una centrale dati nello stato immaginario di Kinakuta, una piccola nazione comparabile geograficamente e politicamente col Brunei.
Cryptonomicon è stato candidato al premio Hugo come miglior romanzo nel 2000.
Cryptonomicon si avvicina di più al genere storico e contemporaneo che al genere fantascientifico frequente nei lavori più recenti di Stephenson, e include personaggi che si rifanno a figure storiche, quali Alan Turing, Douglas MacArthur, Winston Churchill, Isoroku Yamamoto, Karl Dönitz, Albert Einstein e Ronald Reagan, così come alcune descrizioni altamente tecniche della crittografia moderna e della sicurezza dell'informazione, e argomenti che spaziano dai numeri primi e l'aritmetica modulare al "van Eck phreaking".

## Il titolo
Quando Stephenson inventò suddetto titolo, non era a conoscenza del significato della parola, la quale si può tradurre con "Libro dei Nomi Nascosti".

## Personaggi

### Seconda guerra mondiale
- Robert "Bobby" Shaftoe, un marine americano e scrittore di haiku.
- Lawrence Pritchard Waterhouse, un crittografo/matematico della marina americana.
- Günter Bischoff, un luogotenente nella Kriegsmarine, che comanda un U-Boot e che in seguito prende il comando di un nuovo, avanzato sottomarino che usa carburante per razzi.
- Rudolf "Rudy" von Hacklheber, un matematico e crittografo gay antinazista, che ha frequentato l'università di Princeton, dove ha conosciuto Waterhouse e Turing.
- Earl Comstock, un ufficiale dell'US Army, che finisce per creare quella che diventerà la National Security Agency.
- Julieta Kivistik, una donna finlandese che assiste alcune persone della seconda guerra mondiale quando si ritrovano in Svezia, e che in seguito dà alla vita un bambino (Günter Enoch Bobby Kivistik) il cui padre non è noto.
- “Zio” Otto Kivistik, lo zio finlandese di Julieta, che dirige con successo un giro di contrabbando fra le neutrali Svezia, Finlandia e URSS durante la seconda guerra mondiale.
- Mary cCmndhd (Smith), una Qwghlmiana che viveva in Australia, che solletica le fantasie di Lawrence Waterhouse mentre si trova a Brisbane e che diverrà sua moglie.
- Glory Altamira, l'amante filippina di Bobby Shaftoe, e la madre di Douglas MacArthur Shaftoe.
- Alan Turing, un amico e collega di Lawrence Waterhouse e Rudy von Hacklheber, e crittografo di fama mondiale.
- Douglas MacArthur, il famoso generale dell'esercito degli stati uniti, che acquista un ruolo di primo piano durante gli ultimi mesi della seconda guerra mondiale.
- Karl Dönitz, ammiraglio della Kriesgmarine responsabile delle operazioni U-Boot, compreso quello capitanato da Bischoff.

### Tempi moderni
La data esatta di questa storia non viene specificata, ma l'età dei personaggi e le tecnologie descritte suggeriscono un anno dei tardi anni novanta, pressappoco lo stesso periodo della pubblicazione della storia.
- Randall "Randy" Lawrence Waterhouse, il nipote di Lawrence e Mary (cCmndhd, pronunciato approssimativamente "Smith") Waterhouse e un esperto amministratore di sistemi e network.
- Avi Halaby, socio in affari di Randy della Epiphyte(2) corporation, della quale è il CEO.
- America "Amy" Shaftoe, la figlia di Doug Shaftoe che ha lasciato gli Stati Uniti per vivere con lui. Diventa in seguito l'amata di Randy.
- Hubert Kepler, alias "Il Dentista", il rivale in affari di Randy e Avi.
- Eberhard Föhr, un membro dell'Epiphyte(2) esperto in biometrica.
- John Cantrell, un membro dell'Epiphyte(2), un anarchico individualista esperto in crittografia e che ha scritto il programma di crittografia Ordo.
- Tom Howard, un membro dell'Epiphyte(2), un anarchico amante delle pistole esperto nell'installazione di grandi computer.
- Beryl Hagen, il tesoriere dell'Epiphyte(2), veterano di una dozzina di nuove aziende.
- Charlene, una studentessa d'accademia e ragazza di Randy all'inizio della storia, che in seguito lascerà per seguire il Dottor Günter Enoch Bobby Kivistik.
- Andrew Loeb, ex amico, ora nemico dell'azienda di Randy, un sopravvivalista e neoluddita le cui esperienze in giurisprudenza hanno distrutto la prima impresa di Randy e Avi, e che al tempo del romanzo lavora come avvocato per Hubert Kepler.

### In entrambe le storie
- Goto Dengo, un soldato dell'armata imperiale giapponese, in seguito diventato uno schiavo dell'armata giapponese e poi (nella storia moderna) un imprenditore di successo nel campo dell'edilizia giapponese.
- Enoch Root, un misterioso missionario, apparentemente di mezz'età, che aiuta l'ANZAC durante la seconda guerra mondiale, e una figura importante nel Societas Eruditorum, si scoprirà in realtà un alchimista già nel XVII secolo.
- Wing, un sopravvissuto di guerra cinese schiavo dei soldati giapponesi nelle Filippine e in seguito un generale dell'attuale armata cinese. Wing è l'unico sopravvissuto, oltre lo stesso Goto, di una guerra contro il Giappone per la conquista dell'oro delle Filippine, e compete contro Goto e la Epiphyte(2) per ripristinarla ai giorni d'oggi.
- Douglas MacArthur Shaftoe (poi chiamato Douglas MacArthur), Robert Shaftoe e il figlio semi-filippino, semi-americano di Glory Altamira, introdotto quasi alla fine della storia della seconda guerra mondiale dove suo padre lo incontra per un breve periodo. Nella storia moderna è un ex soldato della marina americana, che vive nelle Filippine e opera un'esplorazione dei fondali marittimi, alla ricerca di tesori sottomarini. Egli è il padre di Amy Shaftoe.

## Edizioni
- Neal Stephenson, Cryptonomicon, Avon, 1999,  pp. 918, ISBN 0-380-97346-4.
- Neal Stephenson, Cryptonomicon, traduzione di G. Pannofino, Rizzoli, 2000,  p. 1164, ISBN 88-17-86580-X.